# Sœur Thérèse
Pour les articles homonymes, voir Thérèse.
Sœur Thérèse est une religieuse, résistante française.

## Biographie
Elle entre en résistance dès le début de l'Occupation allemande, en commençant par mettre en place une filière d'évasion pour les prisonniers de guerre, ce qui la fait arrêter en 1941.
Emprisonnée, elle parvient à s'évader avec l'aide de son réseau, mais manque se faire reprendre en février 1942.
Elle fuit en zone sud, où elle gagne le maquis.
Elle meurt d'épuisement le 4 décembre 1944 à l'hôpital de Clermont-Ferrand, après avoir été décorée de la Légion d'honneur et de la croix de guerre.

## Décorations
- Chevalier de la Légion d'honneur (1944)
- Croix de guerre 1939–1945